# Asociación Bet-El (Caracas)
La Asociación Bet-El es una sinagoga de la ciudad de Caracas, afiliada a la Asociación Israelita de Venezuela,  ortodoxa de rito sefardí. La sinagoga fue construida entre los años 1969 y 1973, en el barrio caraqueño de San Bernardino. En la segunda década del siglo XXI, la comunidad estaba conformada, en su mayoría, por judíos provenientes de la ciudad de Jerusalén, Israel, y por algunos de Alepo (Siria), Melilla (España) y del norte de Marruecos, especialmente de las ciudades de Tetuán y Chauen.[cita requerida]

## Características
La sinagoga se encuentra en la Avenida Cajigal. Tiene capacidad para unas 300 personas en la sección de hombres, la cual está adornada con vitrales diseñados por el artista plástico israelí Yaacov Agam, además de que la pared en la que se encuentra el Hejal es una escultura de Harry Abend y para unas 100 personas en la sección de mujeres en el piso de arriba. La sinagoga además tiene un salón en el sótano, el cual es empleado para fiestas como bar mitzvot, bat mitzvot, recepciones de bodas i shevá berajot y comidas rituales, el cual fue inaugurado en el año 1988. En el piso más alto del edificio, al lado del área de rezos empleada por las mujeres, se encuentra una sala de estudio o Bet Midrash. En la sinagoga están disponibles Torá con Rashi, libros de rezo en idioma hebreo y con traducción y fonética en español para aquellos que no dominan por completo el idioma hebreo. Actualmente, el rabino de la sinagoga es de origen marroquí. Los rezos y costumbres son Yerushalmi.